# Mižerja
«Mižerja» — пісня хорватського гурту «Klapa s Mora», з якою він представляв Хорватію на пісенному конкурсі Євробачення 2013. Виконавець пісні був визначений у лютому 2013 року Пісня була виконана 14 травня в першому півфіналі, але до фіналу не пройшла.